# 향두구
향두구(香荳蔲, 학명: Amomum subulatum 아모뭄 수불라툼[*])는 생강과의 여러해살이풀이다. 씨앗 꼬투리는 강하고 장뇌와 같은 맛이 나며, 건조 방법에서 연기가 나는 특징을 가지고 있다. 힌두어로 बड़ीइलाइची (baḍī ilāicī)라고 불린다.

## 특징
꼬투리는 그린 카다멈 꼬투리들과 유사한 방식으로 향신료로 사용되지만, 다른 맛을 낸다. 그린 카다멈과 달리, 이 향신료는 단 음식에 거의 사용되지 않는다. 그것의 연기가 나는 맛과 향은 열린 불꽃 위에서 건조시키는 전통적인 방법에서 비롯된다.

## 분포
아시아에 분포한다. 동남아시아(미얀마, 남중국)와 남아시아(네팔, 방글라데시 부탄, 북인도)가 원산지이다.

## 생산지
블랙 카다멈의 가장 큰 생산지는 네팔이며, 인도와 부탄이 그 뒤를 잇고 있다.

## 쓰임새
씨를 향신료로 쓴다.

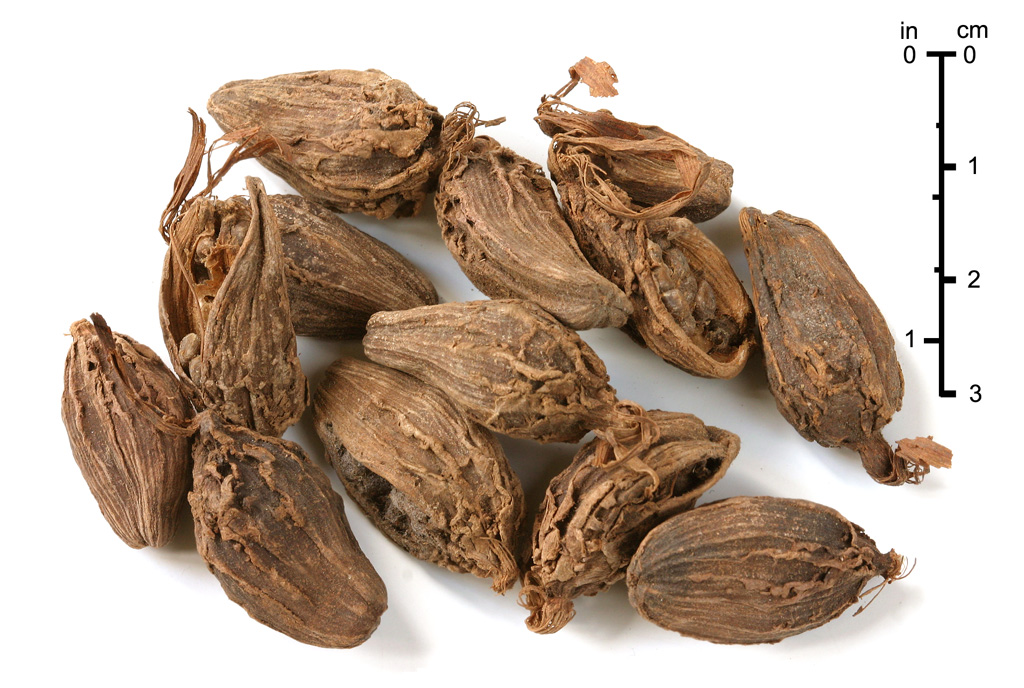
향두구 씨 (블랙 카다멈)

## 같이 보기
- 카다멈